# Сучжоу
Сучжо́у (кит. трад. 蘇州, упр. 苏州, пиньинь Sūzhōu) — город окружного значения в провинции Цзянсу КНР, расположенный в низовьях реки Янцзы близ озера Тайху. Занимает пятое место в Китае по ВВП на душу населения ($7249 долл. США в 2005 г.). Цветок — символ города: османтус; дерево — символ города: камфорное дерево.

## География
Исторический центр Сучжоу, вокруг которого расположился современный городской округ, стоит на Великом Китайском канале между Шанхаем и Уси, недалеко от озера Тайху, и много веков являлся важнейшим транспортным и коммерческим центром региона Цзяннань — богатейшей части страны. Современный городской округ Сучжоу распростёрся от озера Тайху на юго-западе до реки Янцзы на севере и границ города центрального подчинения Шанхая на востоке.

### Климат
| Показатель                    | Янв. | Фев. | Март | Апр. | Май  | Июнь | Июль | Авг. | Сен. | Окт. | Нояб. | Дек. | Год  |
| ----------------------------- | ---- | ---- | ---- | ---- | ---- | ---- | ---- | ---- | ---- | ---- | ----- | ---- | ---- |
| Средний суточный максимум, °C | 8,1  | 9,2  | 12,8 | 19,1 | 24,1 | 27,6 | 31,8 | 31,3 | 27,2 | 22,6 | 17,0  | 11,1 | 20,2 |
| Средний суточный минимум, °C  | 1,1  | 2,2  | 5,6  | 10,9 | 16,1 | 20,8 | 25,0 | 24,9 | 20,6 | 15,1 | 9,0   | 3,0  | 12,9 |
| Норма осадков, мм             | 51   | 57   | 99   | 89   | 102  | 170  | 156  | 158  | 137  | 63   | 46    | 37   | 1165 |
| Источник:                     |      |      |      |      |      |      |      |      |      |      |       |      |      |

## История
В 514 г. до н. э. ван царства У Хэлюй построил в этих местах столицу царства, которая получила название Хэлюйчэн (阖闾城, «город Хэлюя»). В 473 году до н. э. царство У было завоёвано царством Юэ, которое в 334 году до н. э. было завоёвано царством Чу.
После образования первой в истории Китая централизованной империи Цинь Шихуан в 221 году до н. э. разделил страну на округа-цзюнь, и эти места вошли в состав округа Куайцзи (会稽郡), власти которого разместились на месте бывшей столицы царства У; на землях в окрестностях административного центра был образован уезд Усянь (吴县). Именно здесь в 209 году до н. э. началось восстание Сян Юя, которое привело к падению империи Цинь.
Когда Лю Бан в 202 году до н. э. победил Сян Юя и основал империю Хань, он дал Хань Синю титул Чу-ван (楚王), и округ Куайцзи вошёл в домен Хань Синя. В следующем году Лю Бан понизил титул Хань Синя до Хуайинь-хоу (淮阴候), и отделил от его домена восточную часть (с округом Куайцзи), которую выделил в удел своему брату Лю Цзя, получившему титул Цзин-ван (荆国). В 196 году до н. э. Ин Бу восстал против империи Хань, убил Лю Цзя и захватил его удел. В следующем году восстание Ин Бу было подавлено, удел был расформирован и вновь восстановлен округ Куайцзи. В том же году Лю Бан дал своему племяннику Лю Би титул У-ван (吴王), и эти земли вошли в его удел. В 154 году до н. э. удел был ликвидирован.
Во времена империи Цзинь в 326 году император Чэн-ди дал своему младшему брату Сыма Юэ титул У-ван, и эти земли вошли в его удел. В 421 году удел был преобразован в округ Уцзюнь (吴郡), подчинённый области Янчжоу (扬州). В 587 году из области Янчжоу, входившей в тот момент в состав государства Чэнь, была выделена область Учжоу (吴州); таким образом в одном месте оказались власти уезда Усянь, округа Уцзюнь и области Учжоу.
Тем временем страна объединялась под властью империи Суй. В 589 году Суй уничтожила Чэнь, и область Учжоу была переименована в Сучжоу (в честь горы Сушань), а округ Уцзюнь был расформирован; в состав области Сучжоу вошло 5 уездов. В 605 году область Сучжоу была вновь переименована в Учжоу, а в 607 году область Сучжоу вновь стала округом Уцзюнь.
После образования империи Тан округ Уцзюнь в 621 году вновь стал областью Сучжоу. В VII веке выдающийся поэт Бо Цзюйи заведовал строительством центрального городского канала. В 742 году область Сучжоу вновь стала округом Уцзюнь, но в 758 году округ Уцзюнь был вновь преобразован в область Сучжоу. В 778 году область Сучжоу была поднята в статусе, став единственной в регионе Цзяннань «геройской» областью (雄州).
Со времён империи Сун (960—1279) город стал важным центром производства шёлка в Китае и остаётся таковым в настоящее время. В XIII веке подвергся разорению и разграблению монгольскими войсками. При монголах гавань Люцзяган на Янцзы недалеко от Сучжоу стала важнейшим военным и торговым портом региона, через которую собранное в Цзяннани зерно отвозили морем на север, к монгольской столице Ханбалыку.
В 1356—1367 годах Сучжоу был столицей Чжан Шичэна, одного из претендентов на власть в Китае во времена разрушения юаньской империи.
После образования империи Мин в 1367 году была учреждена Сучжоуская управа (苏州府) Южной Непосредственно подчинённой Двору области. После маньчжурского завоевания и установления власти империи Цин эта область перестала напрямую подчиняться Двору и стала обычной провинцией под названием «Цзяннань». В 1725 году провинция Цзяннань была разделена на провинции Аньхой и Цзянсу, и власти провинции Цзянсу разместились там же, где и власти Сучжоуской управы — в уезде Усянь. В 1860 году место пребывания властей Сучжоуской управы был захвачен повстанцами-тайпинами, создавшими провинцию Суфу (苏福省), власти которой разместились опять же в уезде Усянь; в 1863 году Сучжоуская управа была отвоёвана цинскими войсками.
После Синьхайской революции в Китае была проведена реформа административного деления, и в 1912 году Сучжоуская управа была расформирована. В 1927 году урбанизированная часть уезда Усянь была выделена в отдельный город Сучжоу, но в 1930 году он был вновь присоединён к уезду Усянь.
В апреле 1949 года властями коммунистов был вновь образован город Сучжоу. В 1953 году была создана провинция Цзянсу, и Сучжоу стал городом провинциального подчинения; одновременно был образован Специальный район Сучжоу (苏州专区), в состав которого вошли 1 город (Чаншу), 8 уездов и 1 комитет (в том же году преобразованный в уезд, после чего в составе Специального района Сучжоу стало не 8, а 9 уездов). В 1958 году город Сучжоу был переведён в подчинение властям Специального района Сучжоу, а город Чаншу был присоединён к уезду Чаншу. В 1962 году Сучжоу вновь стал городом провинциального подчинения. В 1970 году Специальный район Сучжоу был переименован в Округ Сучжоу (苏州地区).
В 1983 году были расформированы город Сучжоу и округ Сучжоу, и образован городской округ Сучжоу, состоящий из 4 районов городского подчинения, 5 уездов и 1 городского уезда (уезд Чаншу был преобразован в городской уезд). В 1986 году уезд Шачжоу был преобразован в городской уезд Чжанцзяган. В 1989 году уезд Куньшань был преобразован в городской уезд. В 1992 году уезд Уцзян был преобразован в городской уезд. В 1993 году уезд Тайцан был преобразован в городской уезд. В 1995 году уезд Усянь был преобразован в городской уезд.
В 2001 году Пригородный район Сучжоу был переименован в район Хуцю; в том же году был расформирован городской уезд Усянь, а на бывшей его территории образованы районы Учжун и Сянчэн.
В 2012 году районы Пинцзян, Цанлан и Цзиньчан были объединены в район Гусу, а городской уезд Уцзян преобразован в район городского подчинения.

## Административно-территориальное деление
Городской округ Сучжоу делится на 5 районов, 4 городских уезда:
| Карта                                                         | Статус         | Название   | Иероглифы | Пиньинь          | Площадь (км²) | Население (2011) |
| ------------------------------------------------------------- | -------------- | ---------- | --------- | ---------------- | ------------- | ---------------- |
| Гусу Хуцю Учжун Сянчэн Уцзян Чаншу Чжанцзяган Куньшань Тайцан | Район          | Гусу       | 姑苏区    | Gūsū qū          | 84            | 754 000          |
| Гусу Хуцю Учжун Сянчэн Уцзян Чаншу Чжанцзяган Куньшань Тайцан | Район          | Хуцю       | 虎丘区    | Hǔqiū qū         | 223           | 341 000          |
| Гусу Хуцю Учжун Сянчэн Уцзян Чаншу Чжанцзяган Куньшань Тайцан | Район          | Учжун      | 吴中区    | Wúzhōng qū       | 742           | 609 000          |
| Гусу Хуцю Учжун Сянчэн Уцзян Чаншу Чжанцзяган Куньшань Тайцан | Район          | Сянчэн     | 相城区    | Xiàngchéng qū    | 496           | 380 000          |
| Гусу Хуцю Учжун Сянчэн Уцзян Чаншу Чжанцзяган Куньшань Тайцан | Район          | Уцзян      | 吴江区    | Wújiāng qū       | 1192          | 799 000          |
| Гусу Хуцю Учжун Сянчэн Уцзян Чаншу Чжанцзяган Куньшань Тайцан | Городской уезд | Чаншу      | 常熟市    | Chángshú shì     | 1263          | 1 066 000        |
| Гусу Хуцю Учжун Сянчэн Уцзян Чаншу Чжанцзяган Куньшань Тайцан | Городской уезд | Чжанцзяган | 张家港市  | Zhāngjiāgǎng shì | 986           | 910 000          |
| Гусу Хуцю Учжун Сянчэн Уцзян Чаншу Чжанцзяган Куньшань Тайцан | Городской уезд | Куньшань   | 昆山市    | Kūnshān shì      | 927           | 710 000          |
| Гусу Хуцю Учжун Сянчэн Уцзян Чаншу Чжанцзяган Куньшань Тайцан | Городской уезд | Тайцан     | 太仓市    | Tàicāng shì      | 823           | 468 000          |

## Экономика

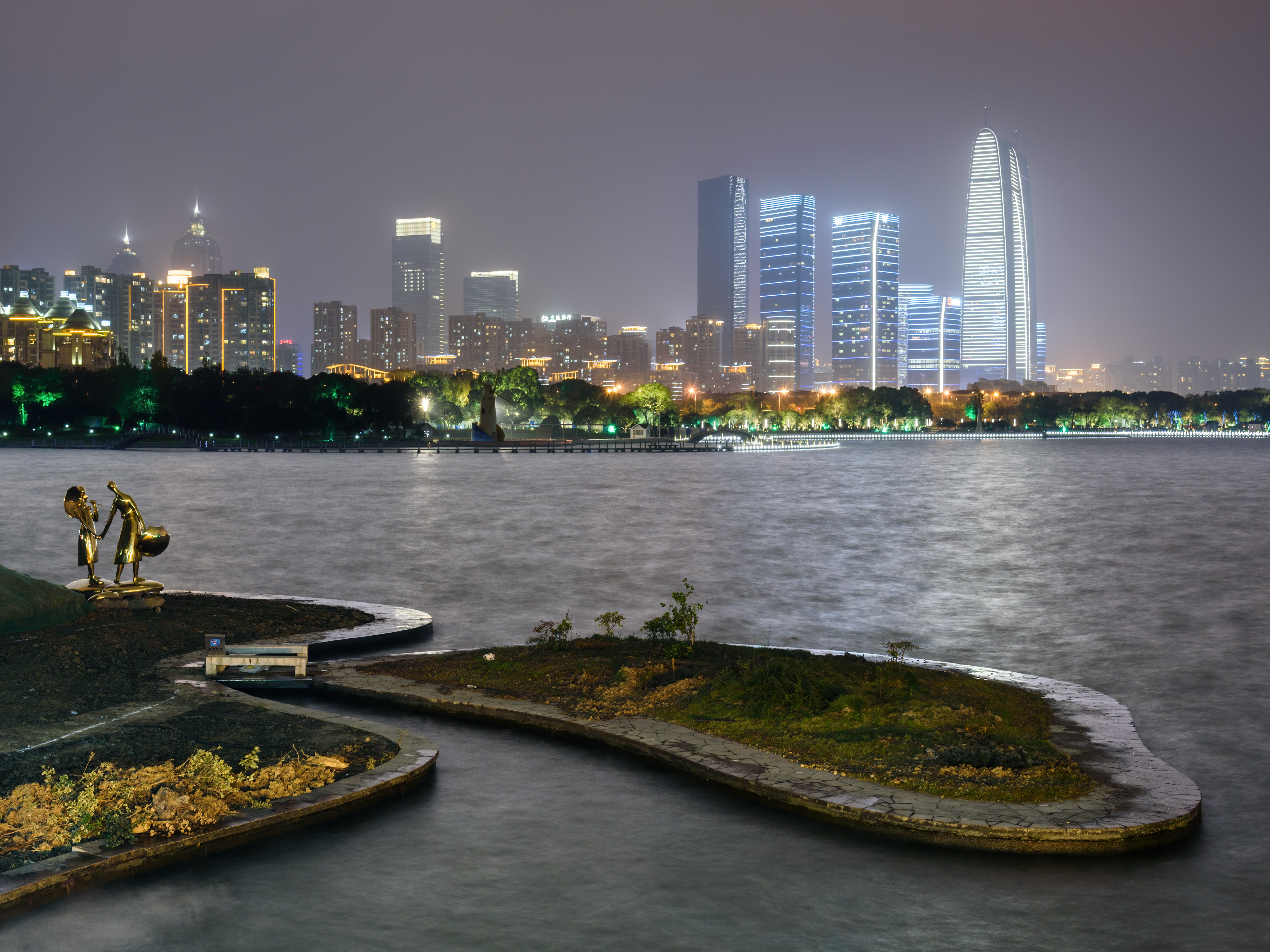
Новый деловой центр Сучжоу

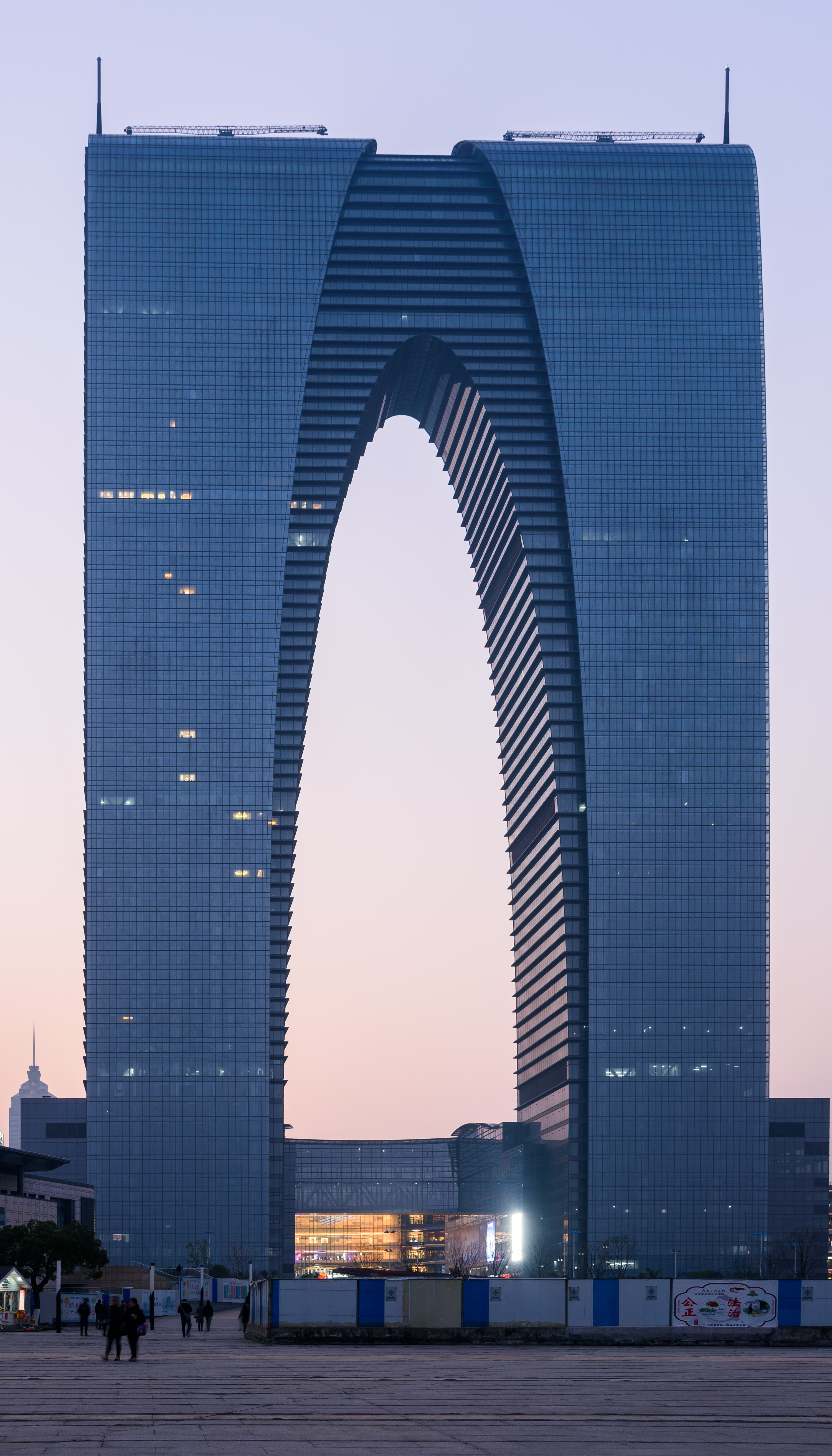
Небоскрёб Gate to the East

Сучжоу является крупным экономическим центром Восточного Китая и входит в десятку наиболее значительных членов Клуба городов-триллионников. Он является важным промышленным центром дельты Янцзы, входя в единый экономический район с такими городами, как Шанхай, Уси, Чанчжоу и Нанкин.
Сучжоу является крупным центром электронной, химической, фармацевтической, бумажной, хлопчатобумажной, шёлковой, пищевой, металлургической и автомобильной промышленности, а также важным центром туризма, информационных технологий и электронной коммерции. Благодаря близости к Шанхаю и развитой экономике, Сучжоу привлекает значительный объём иностранных инвестиций, главным образом в сферы промышленности, финансовых услуг, инфраструктуры, логистики, научных исследований и недвижимости.
По состоянию на 2021 год ВВП на душу населения составил 177 500 юаней. В Сучжоу расположена китайская штаб-квартира Siemens Advanta (решения в области цифровой трансформации и промышленного интернета вещей).

### Промышленность
В городе расположены предприятия корпораций LyondellBasell и Hengli Petrochemical (химические изделия), GlaxoSmithKline (фармацевтика), Higer Bus и Mudan Auto (автомобили и автобусы), Caterpillar (погрузчики), Asia Fuji Elevator (лифты и эскалаторы), Shagang Group и Umicore (чёрная и цветная металлургия), Emerson Electric, Daikin и CAREL Group (системы кондиционирования и отопления), Ecovacs Robotics (бытовые роботы), United Microelectronics Corporation, Samsung Electronics, Hejian Technology и Oriental Semiconductor (полупроводники), TCL Corporation (дисплеи), Logitech и Lemote (компьютеры и комплектующие к ним), Fujifilm (цифровые камеры), Hengtong Group (кабельная продукция), Bosch и Harman International Industries (автомобильные комплектующие), Panasonic и Durapower Holdings (аккумуляторы), Satake Corporation, Sodick и GEA Group (промышленное оборудование и станки), BB Electronics и Bafang Electric (электротехника), Sulzer и Grundfos (насосы), Positec Tool (инструменты), Synta Optical Technology (оптические приборы), Shimadzu (измерительные приборы), Dainippon Sumitomo Pharma (фармацевтика), L’Oréal (косметика).

### Строительство и недвижимость
В Сучжоу ежегодно строится большое число офисных, жилых и торговых комплексов. Самые высокие здания города — Suzhou IFS Tower (450 м), Greenland Group Suzhou Center (358 м) и Gate to the East (302 м).

### Розничная торговля
В городе представлены крупнейшие международные сети гипермаркетов и супермаркетов, в том числе Costco.

### Зонирование
В Сучжоу расположено несколько промышленных и научных парков, зон экономического и технологического развития. Крупнейшими являются: 
- Suzhou Industrial Park (китайско-сингапурский проект)[9][10]
  - Suzhou Dushu Lake Science and Education Innovation District
  - Suzhou Industrial Park Export Processing Zone
- Suzhou New District
- Китайско-нидерландская гавань научно-технологических инноваций[11]

## Транспорт

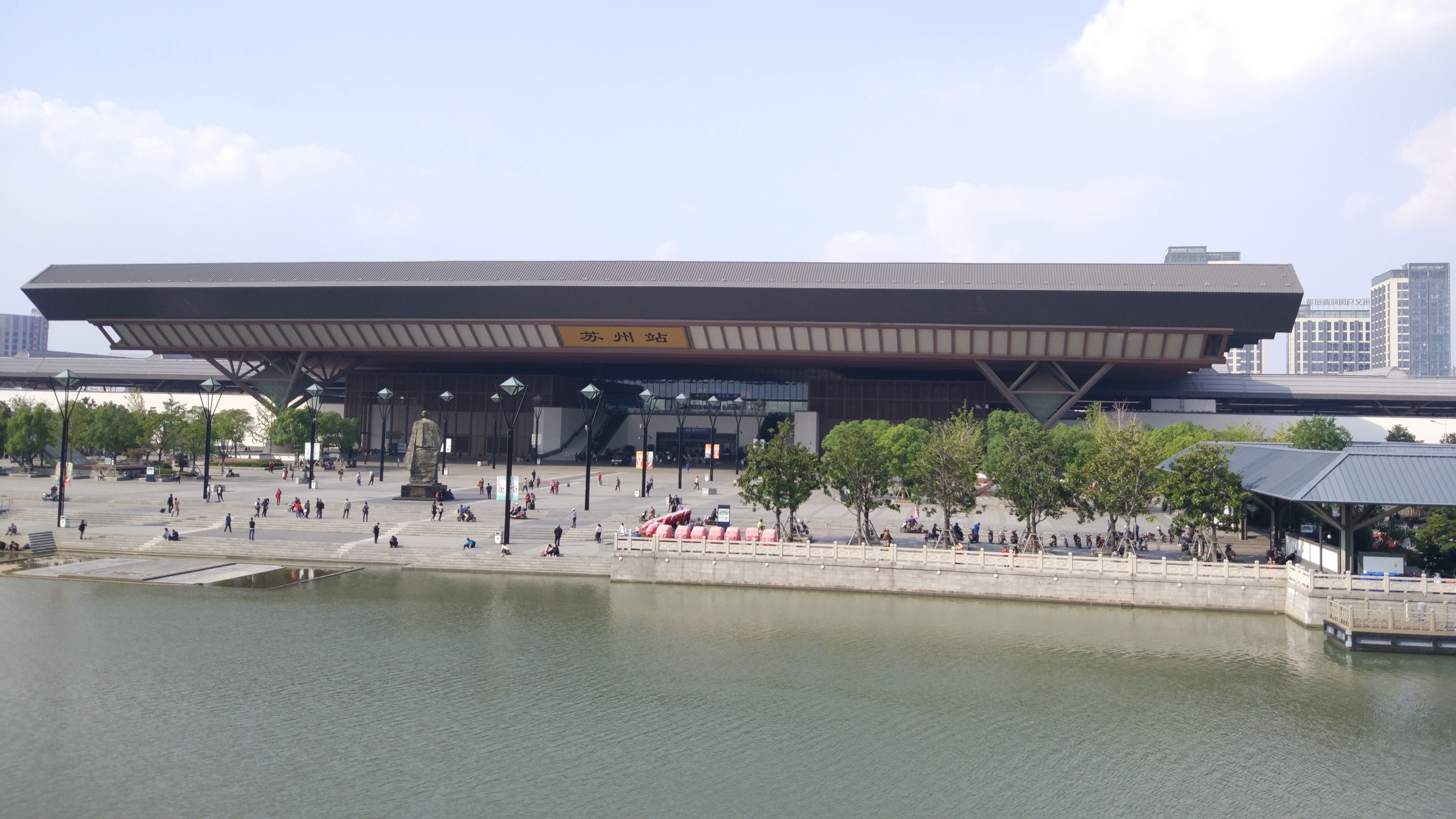
Вокзал Сучжоу

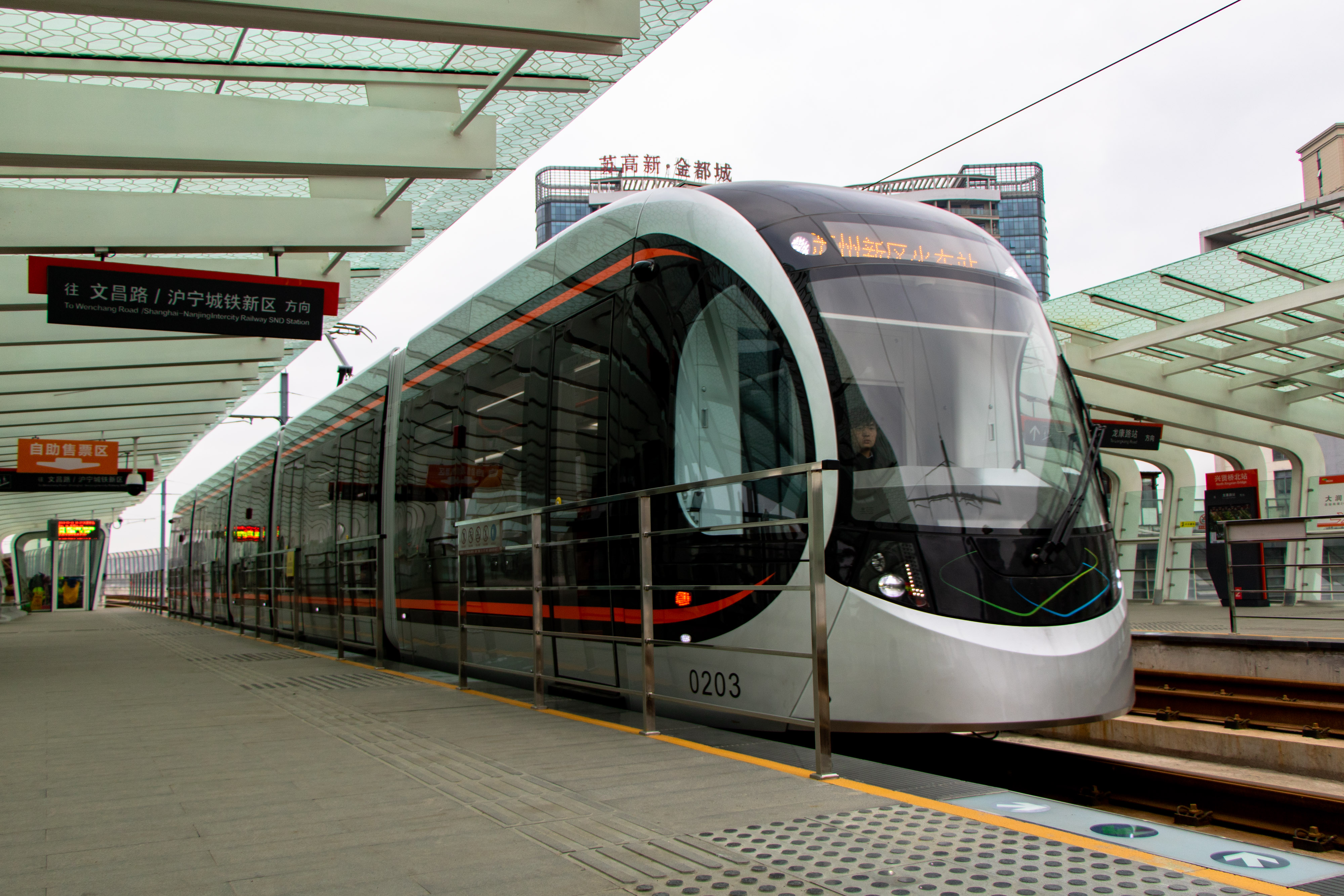
Трамвай

### Железнодорожный
Находясь на главной железнодорожной линии между Шанхаем и Нанкином, Сучжоу обслуживается многочисленными пассажирскими поездами, включая многие экспрессы, курсирующие между Шанхаем и Нанкином (или другими пунктами далее на запад и север). 
В 2012 году из Сучжоу были запущены грузовые перевозки по железнодорожному маршруту Китай — Европа. По состоянию на 2021 год Сучжоу являлся крупным логистическим центром, откуда контейнеры с китайскими товарами отправлялись в Россию, Польшу, Германию, Нидерланды и Финляндию (бытовые приборы, электроника и электротехника, игрушки, текстиль, одежда и автомобильные комплектующие). Важное значение имеют грузовые перевозки из Сучжоу в страны Юго-Восточной Азии. 
28 апреля 2012 года в Сучжоу была открыта первая линия метрополитена. К концу 2021 года в городе функционировало пять линий.

### Автомобильный
Сучжоу соединён 8-километровым мостом Сутун с городом Наньтуном на северном берегу Янцзы.
В округе имеются «умные» скоростные шоссе для автономного вождения.

### Водный
Имеется крупный речной порт (основные причалы расположены в районах Чжанцзяган, Чаншу и Тайцан). В Чжанцзягане расположен крупный зерновой терминал.

## Культура
При империях Мин и Цин город был застроен усадьбами столичных чиновников и превратился в садовую столицу Китая.
Будучи памятником Всемирного наследия, исторический центр Сучжоу и посейчас знаменит своими красивыми каменными мостами вроде Баодайцяо, пагодами и искусно разбитыми садами. С возвышением Шанхая в конце XIX века Сучжоу утратил значение центрального города в регионе, однако благодаря своей архитектуре и большому количеству предприятий вокруг города он остаётся меккой как для туристов, так и для предпринимателей.
Важное значение имеет Сучжоуская вышивка.

### Достопримечательности

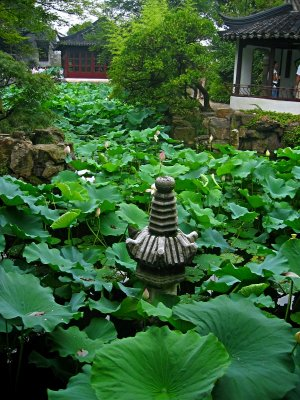
Сад Чжочжэнъюань[англ.]
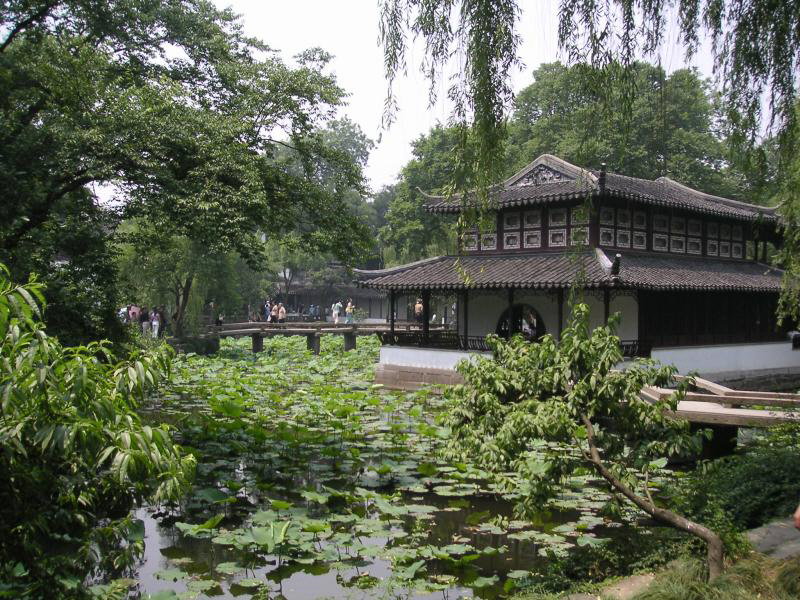
Сад Чжочжэнъюань
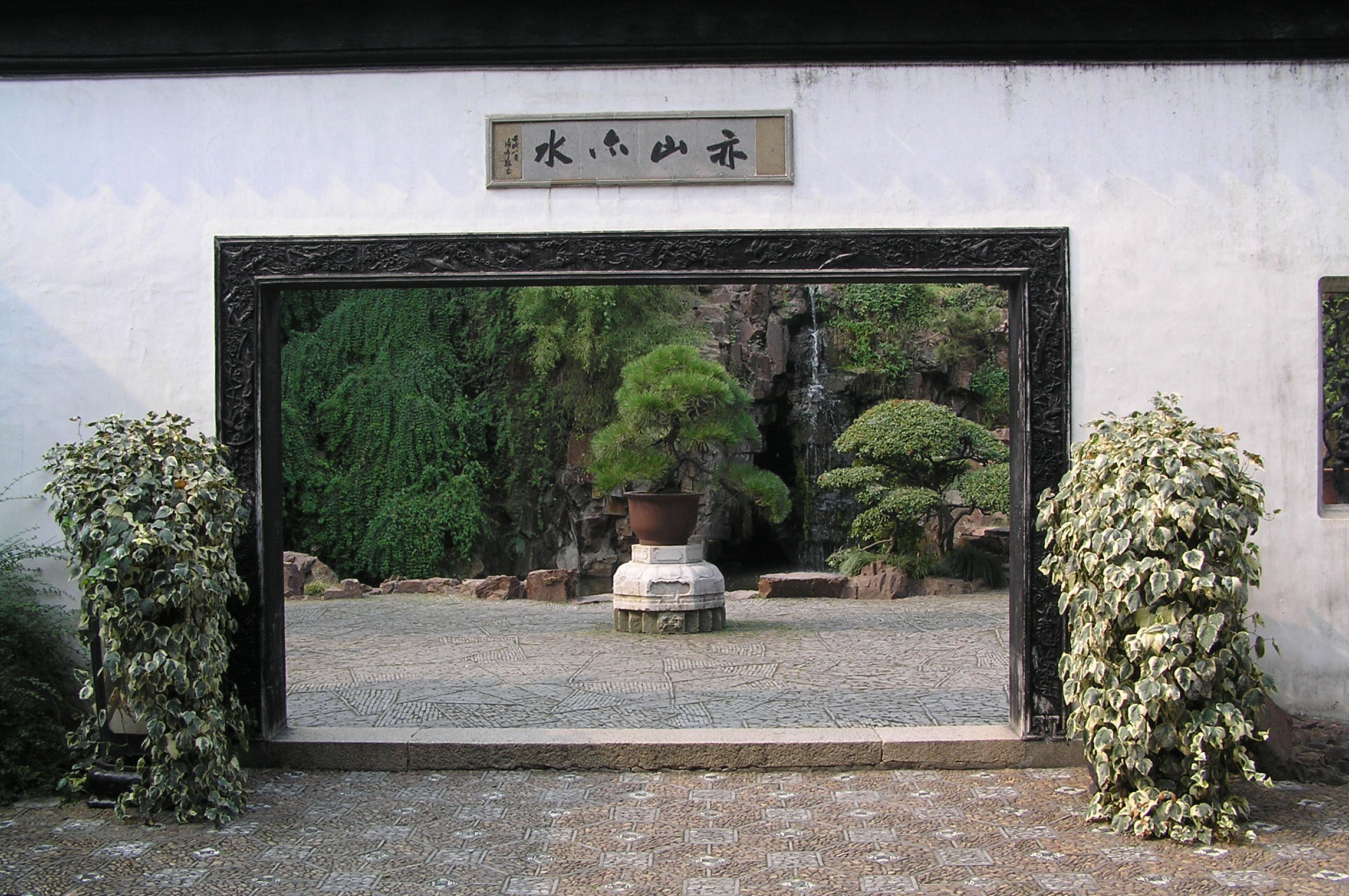
Вход в один из садов Сучжоу
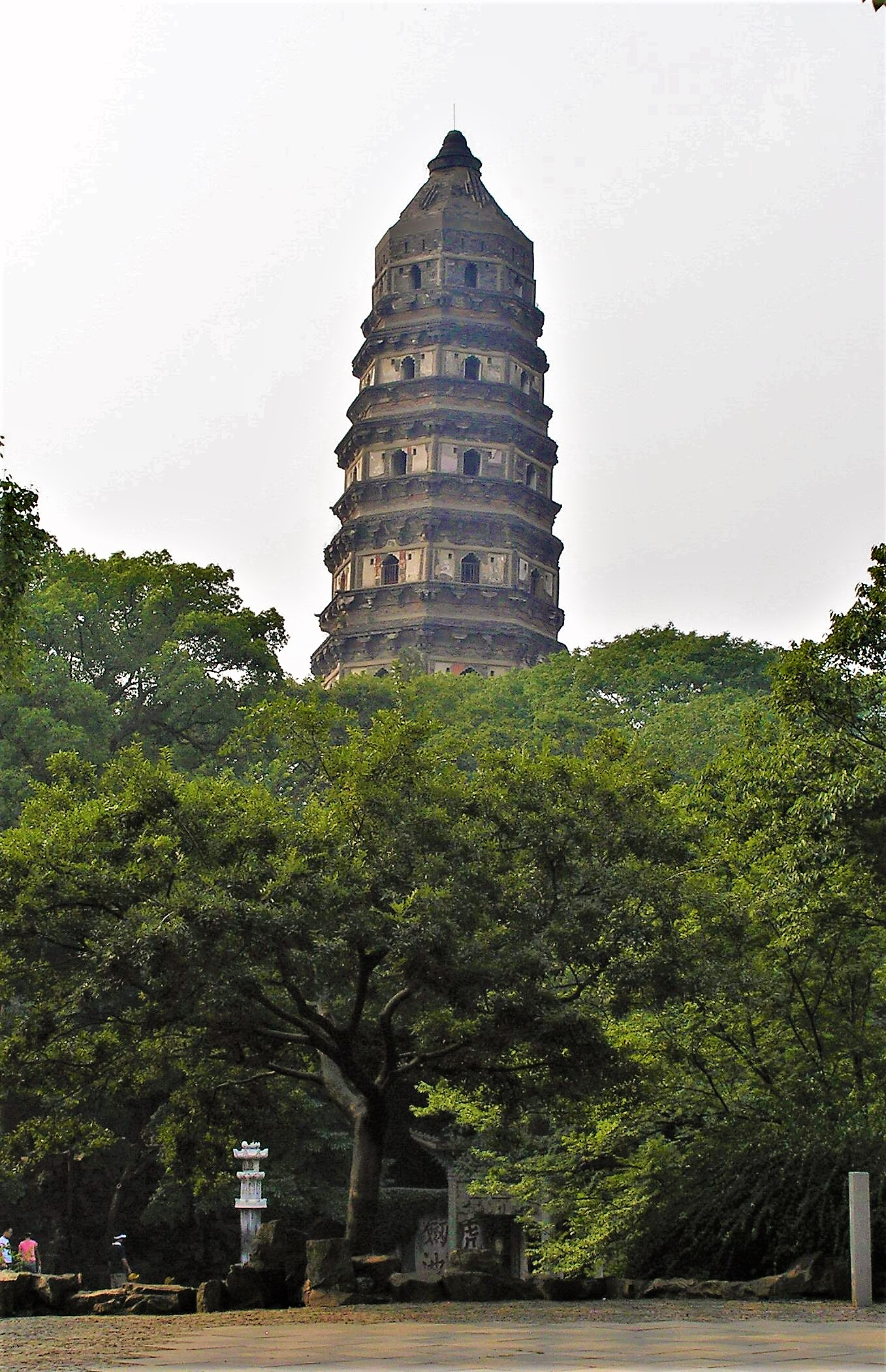
Пагода Юньянь

### Музеи
- Музей шёлка[18]

## Образование
- Университет Сучжоу (англ.)

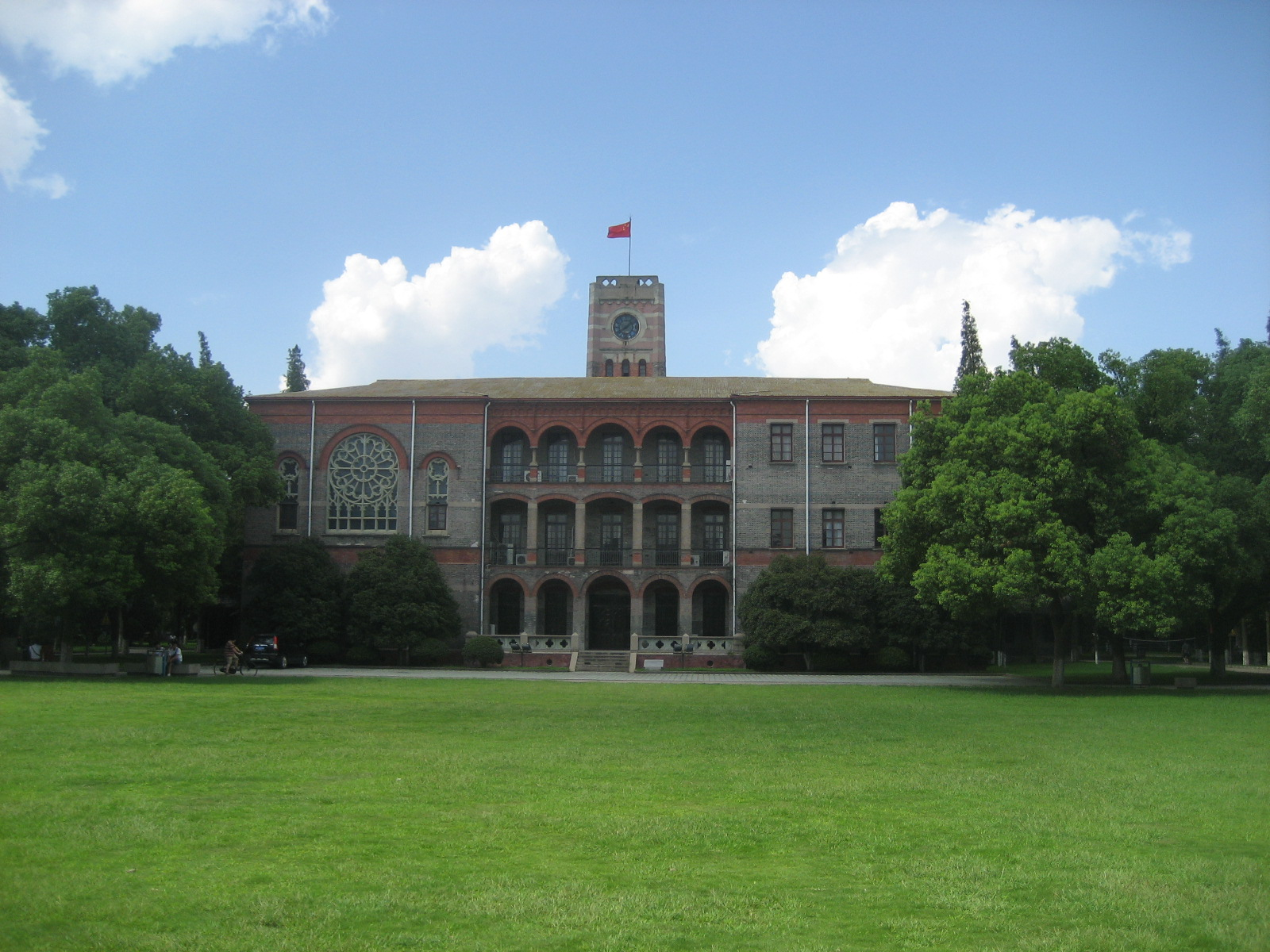
Университет Сучжоу (англ.)

  - Медицинский колледж университета Сучжоу
- Научно-технологический университет Сучжоу
- Сиань Цзяотун-Ливерпульский университет
- Социальный университет Цзянънань
- Технологический институт Чаншу
- Политехнический институт сельского хозяйства
- Кампус Нанкинского университета
- Кампус Китайского народного университета
- Кампус университета Цзянсу в Чжанцзягане
- Кампус Северо-западного политехнического университета в Тайцане
- Кампус Дьюкского университета в Куньшане
- Кампус бизнес-школы KEDGE
- Кампус бизнес-школы SKEMA
- Японская школа Сучжоу

## Наука
В Сучжоу расположены научно-исследовательские центры компаний Huawei, Airbus и Ecovacs Robotics.

## Города-побратимы
Сучжоу является городом-побратимом следующих городов:
- Антананариву, Мадагаскар
- Аябэ, Япония
- Брест, Франция
- Бургуэн-Жальё, Франция
- Венеция, Италия
- Виктория, Канада
- Винья-дель-Мар, Чили
- Гренобль, Франция
- Дайсен, Япония
- Джексонвилл, США
- Запорожье, Украина
- Икеда, Япония
- Ипатинга, Бразилия
- Исмаилия, Египет
- Йонджу, Республика Корея
- Камеока, Япония
- Канадзава, Япония (1981)[21]
- Киев, Украина (14 июня 2005)[22][23]
- Констанц, Германия
- Леон, Мексика
- Логан-Сити[вд], Австралия
- Маругаме, Япония
- Набари, Япония
- Наго, Япония
- Неймеген, Нидерланды
- Новы-Сонч, Польша
- Портленд, США
- Портленд, Австралия
- Порту-Алегри, Бразилия
- Рига, Латвия
- Риза, Германия
- Рийхимяки, Финляндия
- Розолина, Италия
- Санта-Лучия, Мальта
- Сантьяго-дель-Эстеро, Аргентина
- Саут-Эль-Монте, США
- Сацумасендай, Япония
- Таупо (город), Новая Зеландия
- Тахара, Япония
- Тиба, Япония
- Тоттори, Япония
- Тулча, Румыния
- Тхэбэк, Республика Корея
- Уиттиер, США
- Утинада, Япония
- Хвасон, Республика Корея
- Хигасимураяма, Япония
- Хирокава, Япония
- Хрутфонтейн, Намибия
- Чонджу, Республика Корея
- Эйхейдзи, Япония
- Эсбьерг, Дания